# Langenhagen (Mecklenburg)
Langenhagen (Mecklenburg) este o comună din landul Mecklenburg-Pomerania Inferioară, Germania.
1. ↑  GeoNames